# ミケランジェロ (小惑星)
ミケランジェロ (3001 Michelangelo) は、小惑星帯に位置する小惑星。アメリカの天文学者エドワード・ボーエルが発見した。
ルネサンス期の芸術家ミケランジェロ・ブオナローティから命名された。